# Francesco Verderami
Francesco Verderami (Gioia Tauro, 23 maggio 1962) è un giornalista italiano, professionista dal 1987.

## Biografia
Francesco Verderami ha iniziato giovanissimo la sua carriera in alcune emittenti calabresi occupandosi di sport.
Trasferitosi a Bolzano nel 1982, ha collaborato col quotidiano Alto Adige.
Nel 1985 viene assunto dal quotidiano Oggi Sud di Catanzaro. Si trasferisce poi a Roma, dove nel 1986 comincia ad occuparsi di politica per alcune testate giornalistiche della Fininvest; scrive anche per Panorama e L'Europeo.
Nel 1993 passa al Corriere della Sera, dove firma per dieci anni la rubrica "Onorevoli Segreti".
Ha ideato diversi programmi televisivi per LA7 e per Sky TG24. Nel 1998 fu denunciato per alcuni scritti insieme al suo direttore Ferruccio De Bortoli dall'allora presidente del Consiglio Massimo D'Alema; entrambi uscirono indenni dal provvedimento.